# Красноярский сельсовет (Татарский район)
Красноярский сельсовет — сельское поселение в Татарском районе Новосибирской области Российской Федерации.
Административный центр — деревня Красноярка.

## История
Статус и границы сельского поселения установлены Законом Новосибирской области от 2 июня 2004 года № 200-ОЗ «О статусе и границах муниципальных образований Новосибирской области»

## Население
| 2002 | 2010 | 2012 | 2013 | 2014 | 2015 | 2016 |
| ---- | ---- | ---- | ---- | ---- | ---- | ---- |
| 504  | ↘416 | ↘402 | ↘383 | ↘368 | ↘367 | ↗377 |
| 2017 | 2018 | 2019 | 2020 | 2021 |      |      |
| ↘369 | ↗371 | ↗373 | ↘355 | ↘354 |      |      |

## Состав сельского поселения
| № | Населённый пункт | Тип населённого пункта          | Население |
| - | ---------------- | ------------------------------- | --------- |
| 1 | Комбар           | деревня                         | ↘131      |
| 2 | Красноярка       | деревня, административный центр | ↘285      |